# Ліванов Михайло Георгійович
Ліванов Михайло Георгійович (1751—1800) — один з перших російських ґрунтознавців, професор, дослідник корисних копалин на Донбасі і в Кривому Розі.

## Біографія
Закінчив Московський університет (1772) з відзнакою. Освіту продовжив у Оксфорді, стажувався в Англії. За рекомендації Катерини II Г. А. Потьомкін в 1786 році направив його до Криму для освоєння земель. Учасник облоги турецької фортеці Очаків (грудень 1788 р.). Мав чин надвірного радника. За розпорядженням Потьомкіна вів розвідку залізних руд в околицях Кривого Рогу (1790). На берегах р. Саксагань виявив залізні руди, ознаки срібних руд (поклади яких помилково переоцінив), а також мармур, вугілля та ін.
У 1791 р. увійшов до складу експедиції російського військово-морського відомства по розвідці вугілля на Донбасі для потреб Чорноморського флоту.
1790 року на запрошення М. Л. Фалєєва в селі Богоявленському, що поблизу м. Миколаєва, заснував першу в Російській імперії сільськогосподарську школу, яка діяла до 1797 року. Разом з М. І. Афоніним займався вивченням природних ресурсів Миколаївщини. Мав стати професором в Єкатеринославському університеті, що його збирався відкрити Потьомкін. За завданням останнього Лівановим були написані книги із землеробства, скотарства і тваринництва.
Нагороджений орденом Святої Анни 2 ст.
Похований на Миколаївському некрополі.

## Твори
- «Наставление к употребительному и делопроизводному земледелию» (СПб., 1786, дві частини) (рос. дореф.),
- «Руководство к разведению и поправлению домашнего скота» (СПб., 1794) (рос. дореф.),
- «О земледелии, скотоводстве и птицеводстве» (Николаев, 1799) (рос. дореф.).